# Brazo Norte
Brazo Norte (en inglés: North Arm) es un establecimiento ubicado en Lafonia, que es el nombre dado por el Reino Unido a la parte sur de la isla Soledad en islas Malvinas. Se encuentra en la costa sur, a orillas de la bahía de los Abrigos, y tiene vistas a la isla de los Leones Marinos en la distancia. En 2007 la población era de 25 personas, seis de ellas niños. Es el asentamiento más grande en la isla Soledad al sur de Pradera del Ganso. Brazo Norte está a 140 km de Puerto Argentino/Stanley, y se tarda cuatro horas y media en coche para llegar hasta allí.
En la temporada 1893-1894 una máquina a vapor de esquila de ovejas fue introducida por la Falkland Islands Company en la granja de Brazo Norte. Pero a pesar de eso, la esquila a mano continuó en muchas otras granjas de las Malvinas hasta principios de 1960.
Brazo Norte fue propiedad de la Falkland Islands Company hasta 1991, cuando fue vendido al gobierno británico de las islas. Hay una escuela, un centro comunitario, cabañas y una tienda que abre durante tres horas semanales. 
El área de la granja Brazo Norte es de 1120 km², siendo una de las mayores y más remotas en la isla. Aquí también se puede apreciar la típica vida y paisaje del Camp y un atractivo cercano es la Punta del Toro.